# Autostrada A1 (Serbia)
Autostrada A1 din Serbia (în sârbă Autoput A1, cu alfabetul chirilic: Аутопут А1) este o autostradă care traversează Serbia de la Nord la Sud, cu o lungime de 588 kilometri. Începe de la granița cu Ungaria (fiind o continuare a autostrăzii maghiare M5 de la Budapesta), de unde se îndreaptă spre Subotica, Novi Sad și de unde ajunge la Belgrad, ieșind din Voivodina și intrând în Serbia propriu-zisă, de unde își continuă drumul spre Smederevo, Jagodina și Niș. De la Niș, autostrada intră in Valea Moravei de Sud, unde se termină la granița cu Macedonia de Nord (și de unde se continuă spre Skopje și Salonic). Este cea mai importantă șosea din rețeaua rutieră a Serbiei.
Autostrada este în funcțiune pe întregul traseu, fiind inaugurată între 4 decembrie 1970 și 18 mai 2019. Ca toate autostrăzile Serbiei, este o autostradă cu plată (taxă), astfel încât la intrări și ieșiri, utilizatorul autostrăzii trebuie să plătească taxa.

## Traseu și istorie
Traseul este împărțit în patru secțiuni.

### Secțiunea nordică
Secțiunea nordică începe de la punctul de trecere a frontierei Röszke/Horgoš, în regiunea geografică Bacica (Bačka). De aici trece pe lângă Subotica, Bačka Topola, Vrbas, Novi Sad, trecând prin câmpiile Voivodinei. La Beška, autostrada traversează Dunărea pe viaductul omonim, intrând in Sirmia (Srema), trecând lângă Inđija și Stara Pazova, unde ajunge la nodul Dobanovci.
Secțiunea nordică a fost construită între 1971 și 2013. Primul tronson care a fost dat în exploatare a fost cel între Batajnica și Novi Sad (1971-1975), un tronson de 56.3 km lungime cu un viaduct de 2205 m lungime peste Dunăre. Următorul tronson a fost inaugurat în 1986, între Novi Sad și Feketić, dar construcția autostrăzii spre Subotica a fost sistată în 1992, din cauza sancțiunilor ONU asupra RF Iugoslave. Ulterior, tronsonul Feketić-Horgoš a fost finalizat în 1997, legând astfel Serbia de Ungaria printr-o rețea de autostrăzi. Deoarece această secțiune a fost construită ca o autostradă cu profil parțial (doar o parte carosabilă din două), curând a început construcția și la restul părții carosabile. În timpul bombardamentelor NATO asupra Iugoslaviei din 1999, podul de la Beška a fost distrus, dar reconstruit 2 ani mai târziu.
În 2004 tronsonul Batajnica-Beška a fost finalizat, fiind inaugurată și partea carosabilă secundară. Lucrările de transformare a autostrăzii în profil complet au continuat, ajungând la Novi Sad în 2006, Sirig în 2009 (alături de tronsonul Žednik-Bikovo) și, în final, în 2011, a fost inaugurat și viaductul secundar de la Beška, alături de decalajul Sirig-Žednik și tronsonul spre Szeged. Lucrările la centura Novi Sad au început în 2008, iar primii 5.5 kilometri au fost dați în exploatare în 2010. În 2013, ultimii 2.9 kilmetrii ai centurii de la Novi Sad au fost finalizați, terminând astfel lucrările la această secțiune.

### Secțiunea belgrădeană
Secțiunea Belgrădeană are 2 variante:

#### Autostrada transbelgrădeană
Autostrada Transbelgrădeană (Autoput kroz Beograda) a fost inaugurată în două părți: prima parte, de la Autokomanda spre Dobanovci (de unde se lega de autostrada Belgrad-Zagreb) a fost inaugurată pe 4 decembrie 1970, iar a doua parte, de la Autokomanda spre Bubanj Potok a fost inaugurată în 1977, odată cu primul tronson al secțiunii centrale. Este cel mai vechi tronson de autostradă din Serbia, și singurul fără plată, fiind folosit și de rețeaua locală de transport public.
Autostrada urbană trece în apropierea Aeroportului Nikola Tesla, de unde intră în Zemun și tranzitiează Novi Beograd, ulterior traversând Sava, ieșind astfel din Sirmia (Srema) și intrând în Șumadia (Šumadija). Autostrada urcă dealurile Belgradului, prin municipalitatea Voždovac, și iese din oraș la Bubanj Potok, cu o lungime totală de 29 km.

#### Varianta ocolitoare a Belgradului
Pentru a adresa problema aglomerației, cauzată de traficul în tranzit pe secținunea urbană a autostrăzii spre finalul anilor 1980, guvernul Republicii Socialiste Sârbe a propus construirea unei variante de ocolire a Belgradului. Lucrările au început între 1989 și 1990, dar au fost îngreunate din cauza războaielor Iugoslave. În 1999, podul neterminat peste Sava a fost distrus în timpul bombardamentelor NATO.
Primul tronson a fost dat în exploatare doar în 2005, iar de atunci este în lucrări continue:
- Tronsonul A (Batajnica-Dobanovci), finalizat complet în 2012.
- Tronsonul B (Dobanovci-Bubanj Potok), ambele părți carosabile finalizate doar până la podul peste Sava (2016), doar o parte carosabilă de la podul peste Sava spre tunelul Straževica (2005-2012), în proiectare de la Straževica spre Bubanj Potok.
- Tronsonul C (Bubanj Potok-Panciova), în proiectare. Acest tronson nu face parte din A1, dar va face parte dintr-o autostradă care va lega Belgradul de Timișoara în România.

### Secțiunea centrală
Secțiunea centrală traversează dealurile Șumadiei, de unde lângă Smederevo intră în Valea Moravei, pe unde trece lângă Lapovo, Jagodina, Paraćin și Aleksinac, unde ajunge la Niș. De la nodul Trupale, autostrada se ramifică - inițial construită ca varianta ocolitoare a orașului Niș între 1990 și 1992, autostrada A4 continuă spre granița cu Bulgaria (care ajunge ulterior spre Sofia). În total, secțiunea centrală are 215 km lungime.
Autostrada A1, de aici, urmează exact traseul unei alte autostrăzi, defuncte. Autostrada M-1 a fost construită între 1948 și 1965, legând Gevgelija și Jesenice, două puncte de trecere a frontierei, prin Skopje, Niș, Belgrad, Slavonski Brod, Zagreb și Ljubljana, fiind supranumită "Autostrada Frăției și Unității". Din cauza volumului de trafic ridicat din anii 1970, în 1975 este decisă lărgirea autostrăzii de la două benzi la patru benzi, plus o bandă de urgență pe fiecare sens în mai multe zone ale autostrăzii.
În 1977, odată cu inaugurarea ultimului tronson al autostrăzii urbane din Belgrad, un tronson de 28.1 km lungime (între Bubanj Potok și Umčari) este inaugurată ca autostradă cu profil întreg. După, în 1978, un tronson de 79.3 km lungime până la Batočina este inaugurat (de unde se întâlnește cu Drumul Expres 24, care leagă autostrada de Kragujevac), de unde încep și lucrările în masă pentru terminarea lărgirii autostrăzii până la Niș. În 1980, tronsonul dintre Pojate și Deligrad (21.2 km) este inaugurat, iar în 1982, tronsoanele Batočina-Ćuprija și Deligrad-Niš sunt și ele inaugurate. În final, în 1985, tronsonul Ćuprija-Pojate, care a lăsat timp de 3 ani un decalaj în autostrada lărgită, este și el inaugurat.

### Secțiunea sudică
Secțiunea sudică este cea mai recentă, și ultima care să fie finalizată, fiind inaugurată între 1992 și 2019. Aceasta traversează zone de depresiune între Niș și Leskovac, iar la Grdelica intră în Defileul Moravei de Sud, ieșind din defileu la Vladičin Han, și îndreptându-se spre granița cu Macedonia de Nord.
Primul tronson, de la Niș spre Batušinac a fost dată în exploatare în 1992, iar tronsonul următor, până la Pečenjevce a intrat în funcțiune în 1997, ulterior inaugurându-se un alt tronson, care se termina în dreptul localității Grabovnica în 2005. Traseul prin Defileul Grdelica a fost foarte greu de negociat, iar de aici, autostrada circulă independent față de fosta rută M-1. Începând cu 2010, lucrări de amploare au început pentru a finaliza restul autostrăzii:
- 2013: Donji Neradovac – Srpska kuća (8 km); Levosoje - Preševo (21 km)
- 2015: Vladičin Han – Donji Neradovac (26.3 km)
- 2016: Grabovnica – Grdelica (5.6 km)
- 2018: Srpska kuća – Levosoje (8 km)

Ultimul tronson, prin Defileul Grdelica, a fost dat în exploatare pe 18 mai 2019, terminând astfel șantierele la autostrada A1, iar autostrada este circulabilă pe întregul traseu de 588 km.

### Rezumat
| Tronson                       | Lungime | Inaugurare |
| ----------------------------- | ------- | ---------- |
| Horgoš-Bikovo                 | 26 km   | 1997/2011  |
| Bikovo-Žednik                 | 10 km   | 1997/2009  |
| Žednik-Feketić                | 33 km   | 1997/2011  |
| Feketić-Sirig                 | 23 km   | 1986/2011  |
| Sirig-Novi Sad Nord           | 16 km   | 1986/2009  |
| Novi Sad Nord-Novi Sad Est    | 8 km    | 2010-2013  |
| Novi Sad Est-Podul Beška      | 22 km   | 1975/2006  |
| Podul Beška                   | 2 km    | 1975/2011  |
| Podul Beška-Batajnica         | 36 km   | 1975/2004  |
| Batajnica-Dobanovci           | 11 km   | 2012       |
| Dobanovci-Aeroport            | 1 km    | 1970       |
| Aeroport-Autokomanda          | 16 km   | 1970       |
| Autokomanda-Bubanj Potok      | 11 km   | 1977       |
| Bubanj Potok-Umčari           | 28 km   | 1977       |
| Umčari-Batočina               | 79 km   | 1978       |
| Batočina-Ćuprija              | 34 km   | 1982       |
| Ćuprija-Pojate                | 21 km   | 1985       |
| Pojate-Deligrad               | 21 km   | 1980       |
| Deligrad-Niš Trupale          | 38 km   | 1982       |
| Niš Trupale-Batušinac         | 13 km   | 1992       |
| Batušinac-Pečenjevce          | 23 km   | 1997       |
| Pečenjevce-Grabovnica         | 23 km   | 2005       |
| Grabovnica-Grdelica           | 5 km    | 2016       |
| Grdelica-Vladičin Han         | 26 km   | 2019       |
| Vladičin Han-Donji Neradovac  | 26 km   | 2015       |
| Donji Neradovac – Srpska kuća | 8 km    | 2013       |
| Srpska kuća – Levosoje        | 8 km    | 2018       |
| Levosoje-Preševo              | 21 km   | 2013       |

Pentru a vedea rezumatul privind lucrările la Varianta Ocolitoare a Belgradului, vizitați pagina respectivă. Tronsonul dintre Dobanovci și Bubanj Potok prin Belgrad are traseu comun cu autostrada A3.

## Galerie

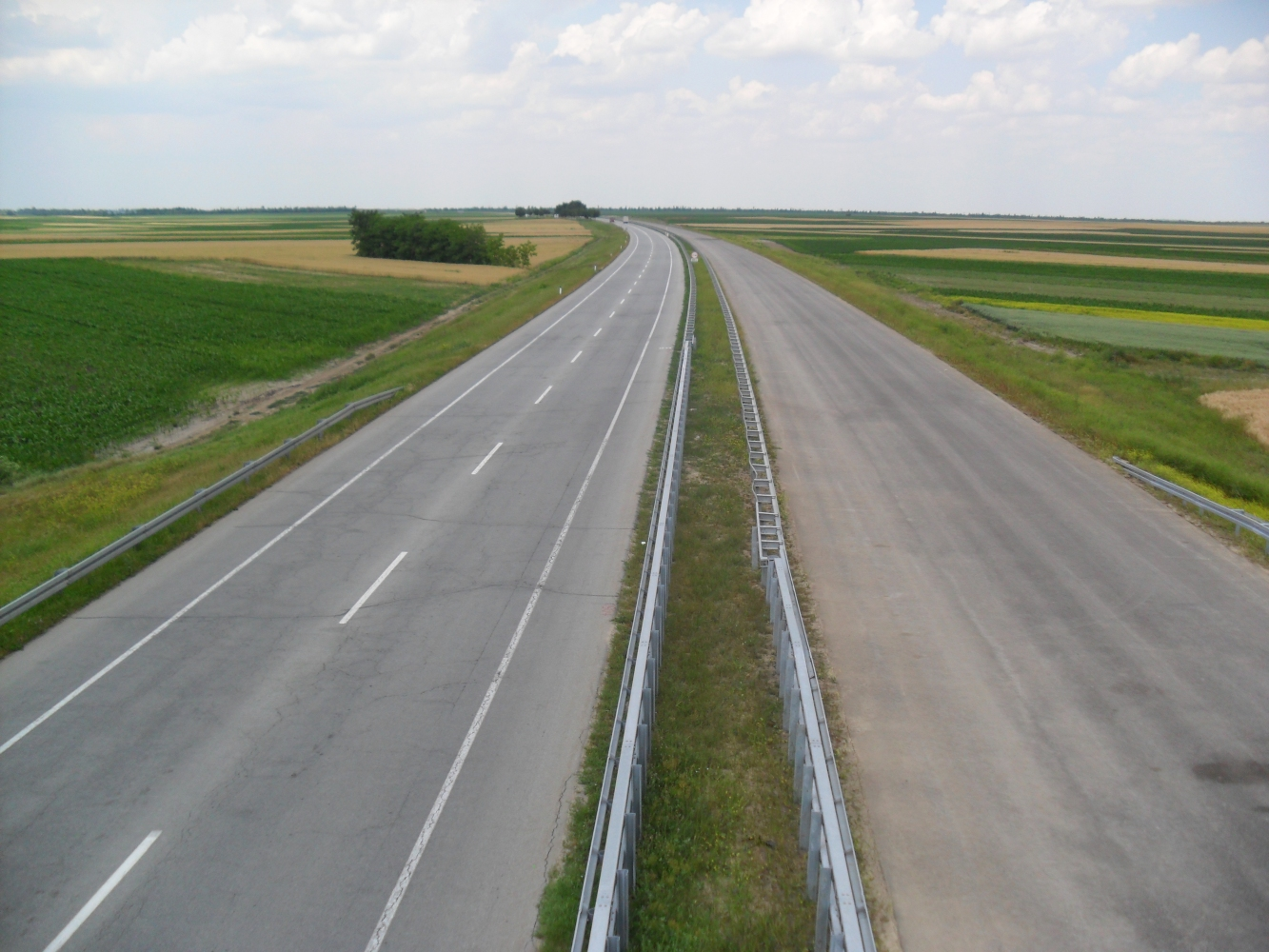
A1 lângă Feketić, 14 iunie 2011. Se vede șantierul părții carosabile secundare.
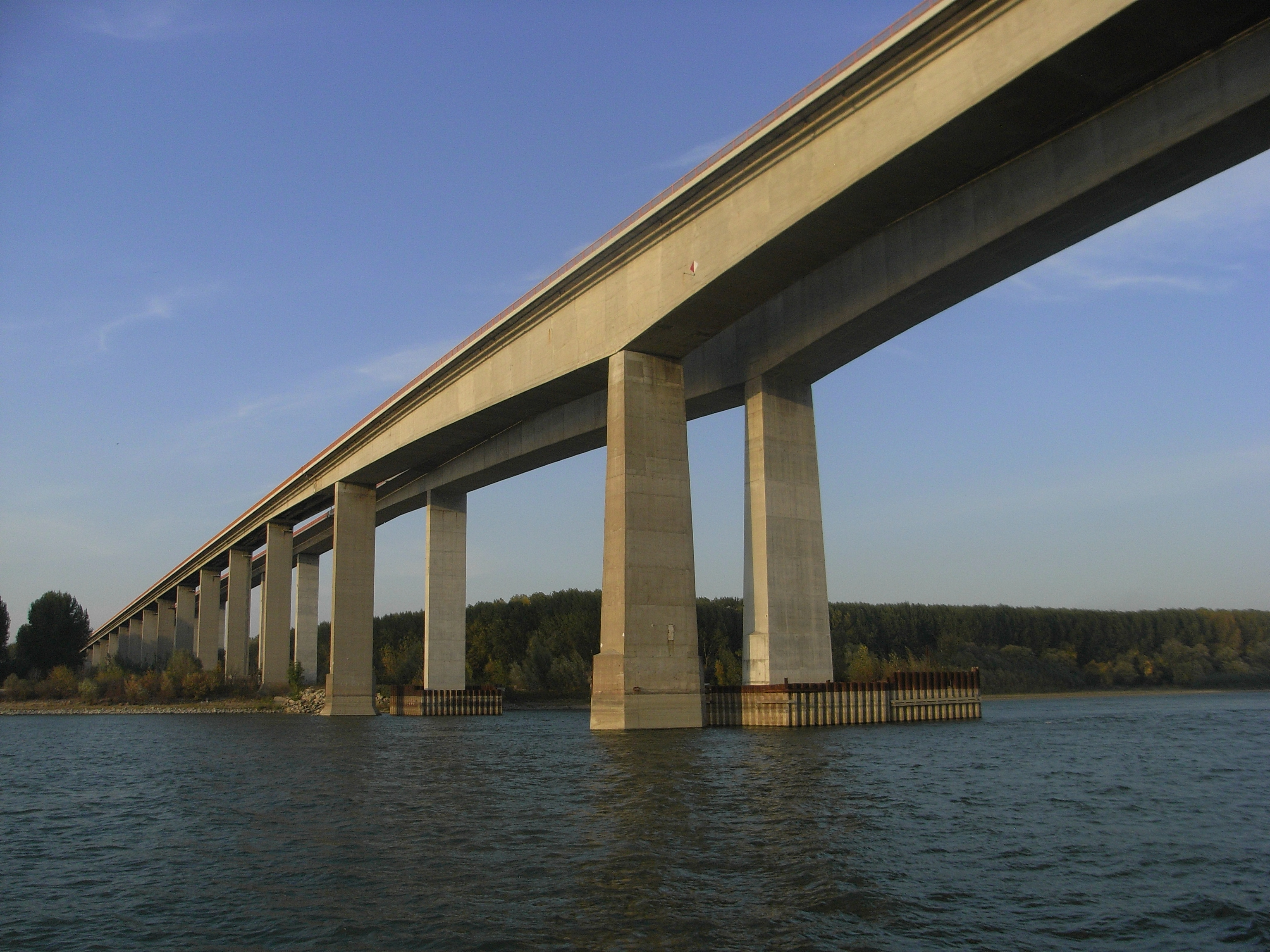
Podul Beška văzut de jos.
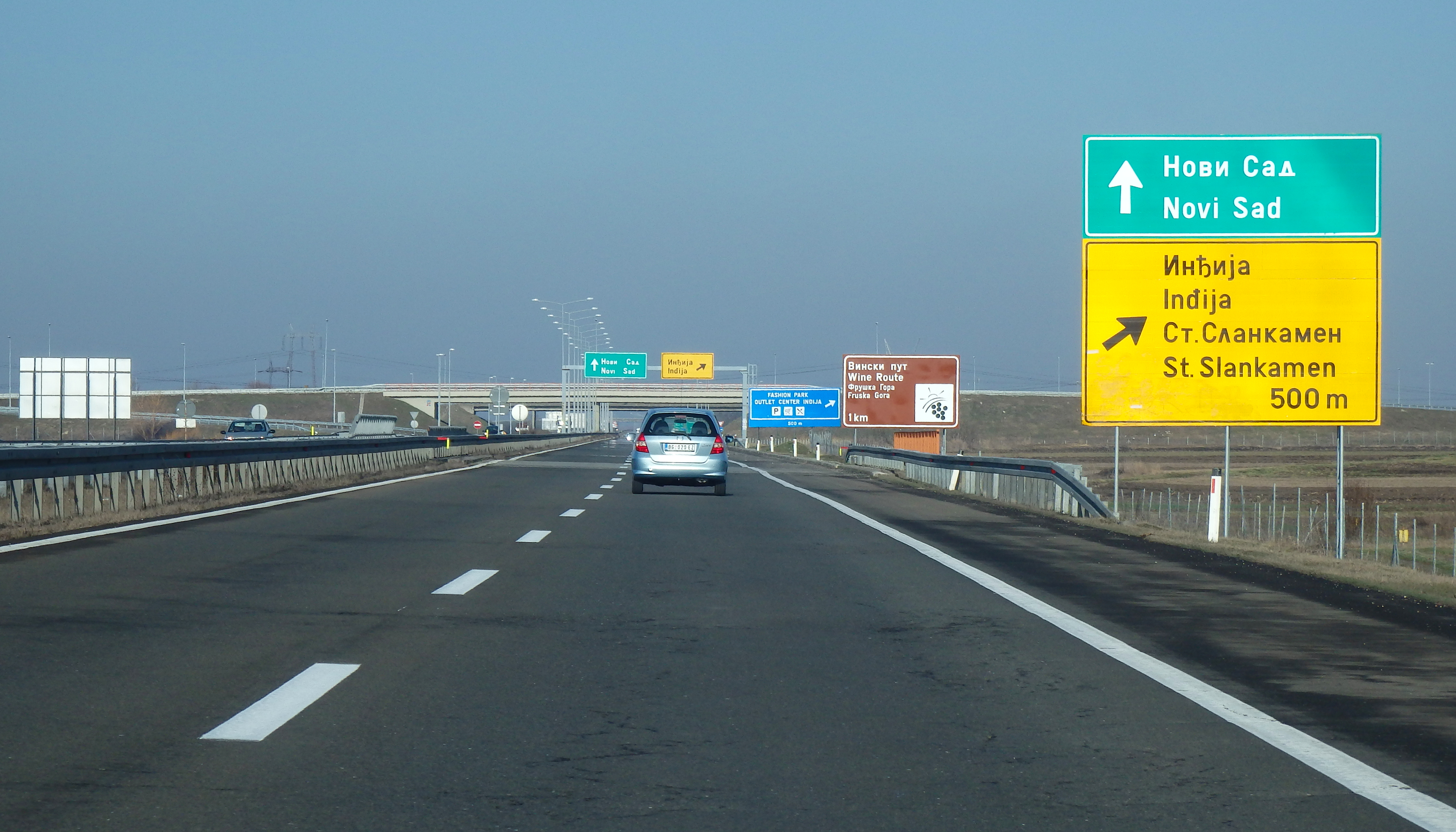
A1 lângă Inđija, 13 februarie 2014.
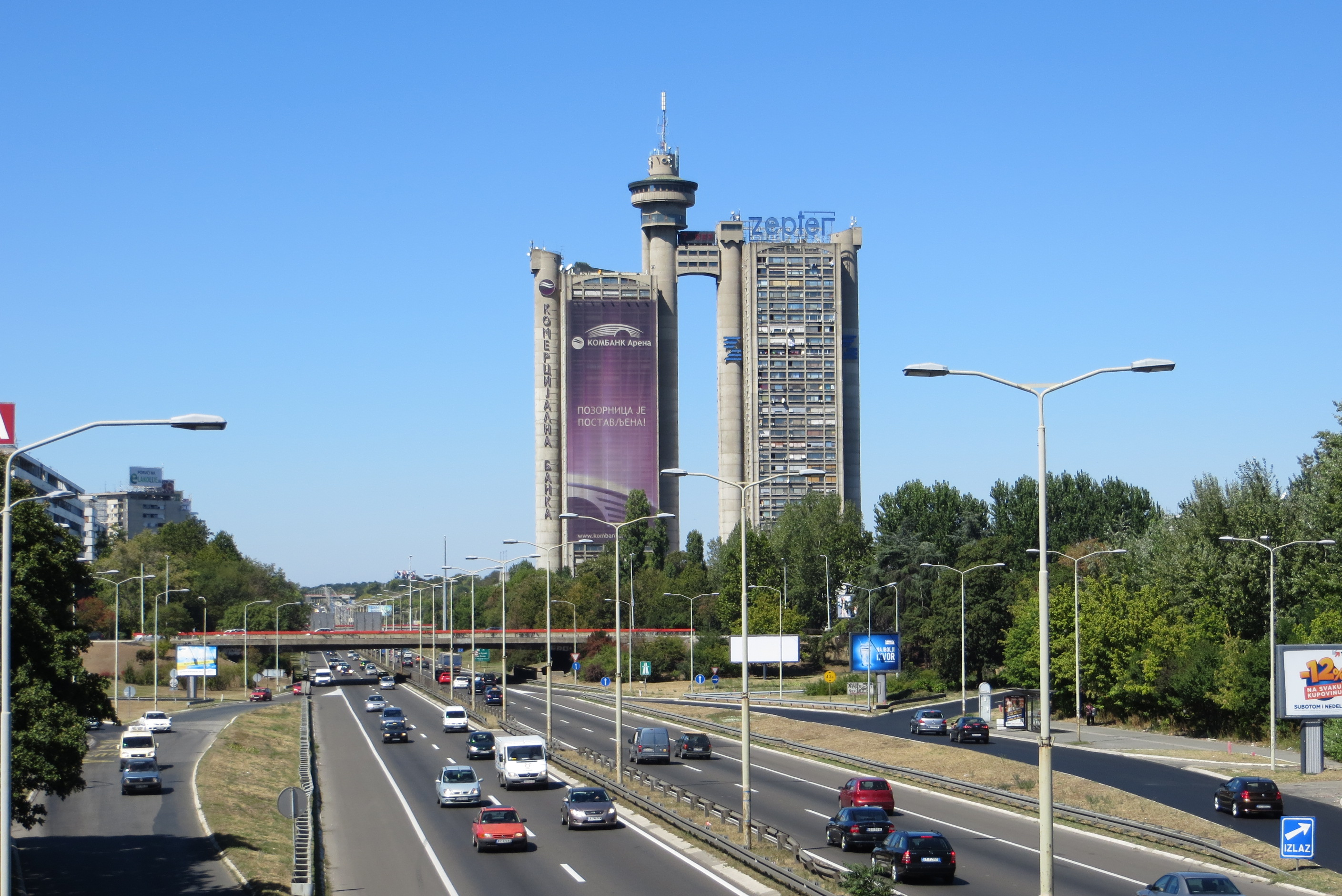
Autostrada Transbelgrădeană și Blocul Genex în Novi Beograd
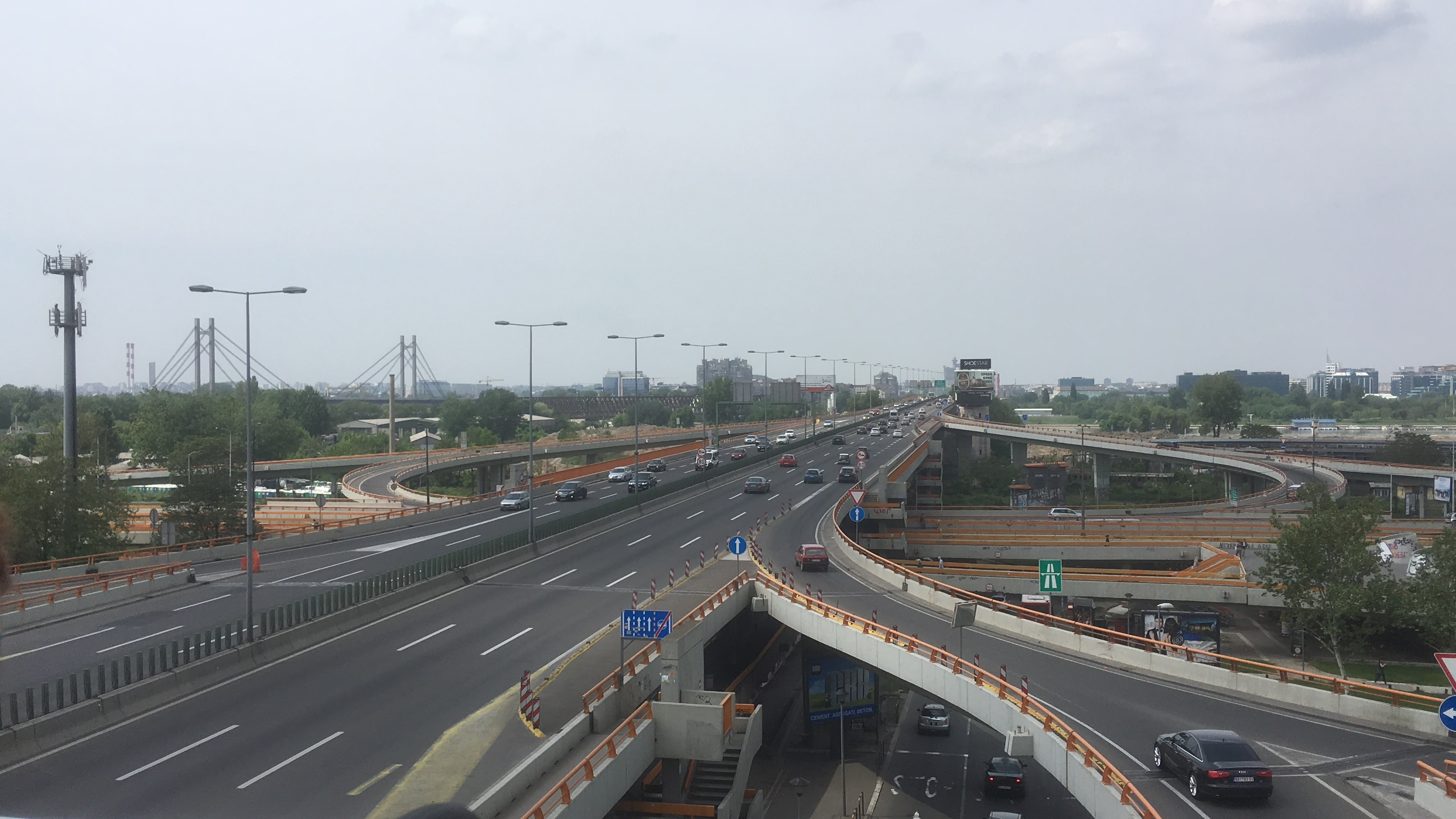
Podul Gazela și Nodul Mostar
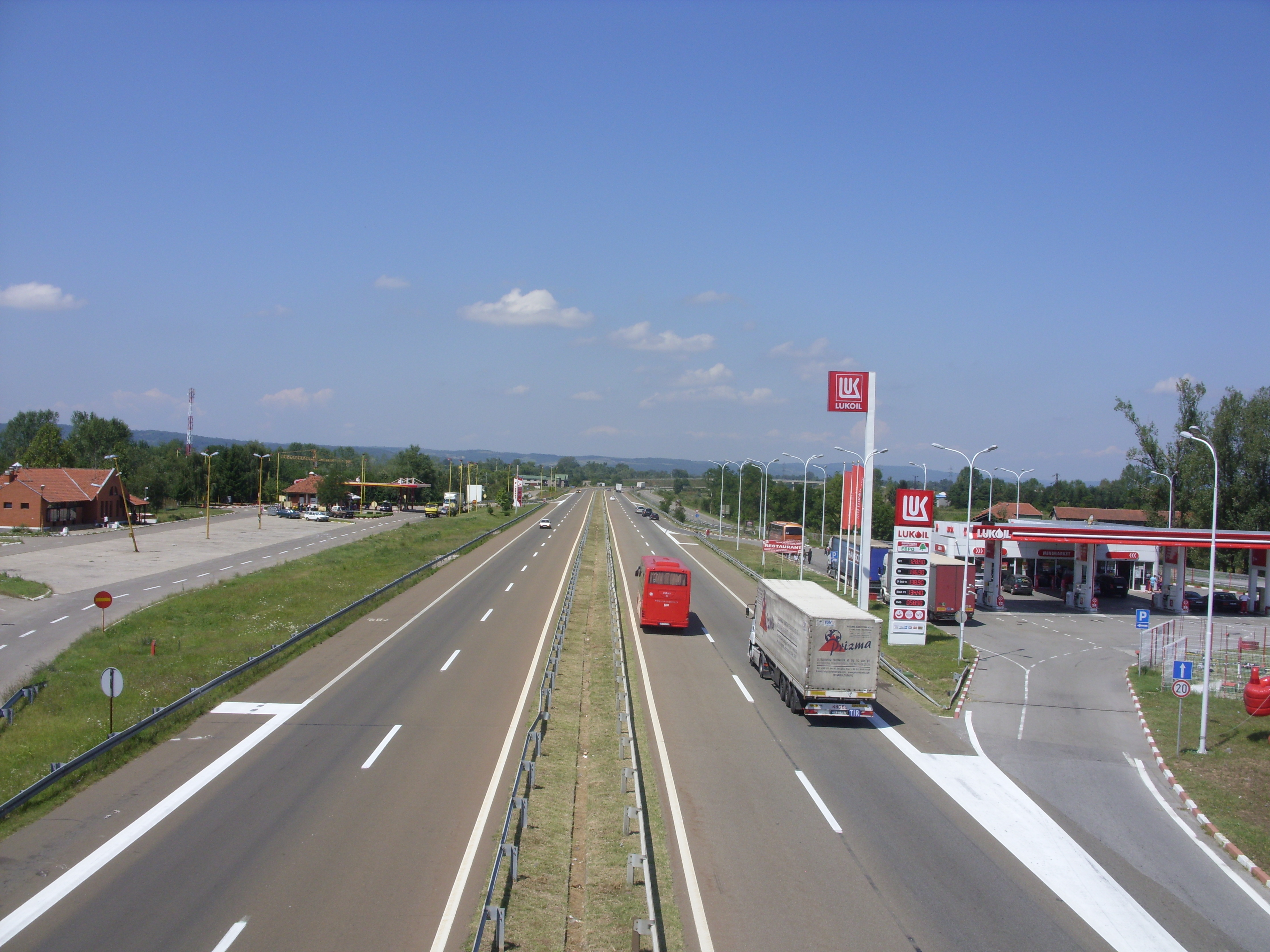
Spațiu Servicii lângă Aleksinac